# ASC Société Nationale Industrielle et Minière
L'ASC Société Nationale Industrielle et Minière o Association Sportive et Culturelle de la SNIM és un club de futbol maurità de la ciutat de Nouadhibou.

## Història
L'equip guanyà el seu primer títol, la copa mauritana, l'any 1992 amb el nom de Port de la SNIM de l'Armée. Això li donà dret a participar per primer cop a una competició africana, la recopa, l'any següent. El 2002 ascendí de nou a primera divisió. El 2007 fou segon a la lliga i el 2008 participà per primer cop a la Lliga de Campions de la CAF. Fou conegut com a CF Cansado (Club de Football de Cansado) quan fou propietat de Cansado de 2009 a 2012.

## Palmarès
- Lliga mauritana de futbol:[2]
  - 2009, 2010
- Copa mauritana de futbol:[3]
  - 1992